# Эхо любви (песня)
«Эхо любви» — песня советского композитора Евгения Птичкина на стихи поэта Роберта Рождественского из кинофильма «Судьба», снятого по мотивам романа Петра Проскурина. Финалист конкурса «Песня-77» в исполнении Анны Герман и Льва Лещенко.

## История

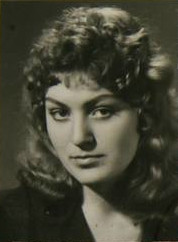
Анна Герман

После успеха картины «Любовь земная» (лидер проката 1975 года), режиссёр Евгений Матвеев решил снимать продолжение, в котором непременно должен звучать голос Анны Герман. Матвеев отмечал, что в его ощущении прежде всего «родился голос хрупкий, нежный, ласковый, который мог бы передать тончайшие нюансы сложной любви». Режиссёр поделился своими мыслями с поэтом Робертом Рождественским, композитором Евгением Птичкиным и писателем Петром Проскуриным, по роману которого был снят фильм, и они согласились, что певицей должна была стать Анна Герман.
В Варшаву певице было отправлено письмо со словами и нотами; ответ был получен практически моментально.

«Эта песня для фильма — очень хороша. Я послала телеграмму с тональностью, только вот боюсь, не перепутали ли они на почте что-нибудь. Они прислали мне ноты в C-moll, а мне надо на полтона выше — Cis-moll. Аничка, в случае чего позвони, пожалуйста, тов. Матвееву и скажи об этом — и что я буду в половине марта.»— Из письма Анны Герман к Анне Качалиной, 24 января 1977 года
В момент записи певица сняла туфли и попросила дирижёра симфонического оркестра В. Васильева начать без репетиции. В момент записи у одного из скрипачей дрогнул смычок, и оркестр расстроился. Допев «Эхо», Анна попросила ещё дубль, но Матвеев вошёл в студию, обнял певицу и воскликнул, что «песня состоялась». Во время записи музыканты оркестра, доходя до припева, не могли сдержать слёз.

## Приём и отзывы
Песня стала известной ещё до премьеры фильма «Судьба», и в итоге её выбрали для конкурса «Песня-77» (наряду с «Когда цвели сады»). Анна Герман уговаривала телевизионное руководство разрешить ей выступать вживую, но из-за боязни технических накладок певице было отказано. В телевизионных архивах сохранилась запись «Эха любви» в исполнении Анны Герман и Льва Лещенко. Сама певица отмечала, что «песня всегда вызывала не только аплодисменты, но и слёзы», потому что «и текст, и музыка, и сам фильм делались с душой».
Афиша.Daily, 2015 год: «[За прошедшие годы] мелодия всё так же захватывает дух, а слова и поразительно трепетное и волнующее исполнение Герман совершенно не растеряли своей силы».

## Прочие исполнители
Лев Лещенко исполнял «Эхо любви» с Тамарой Гвердцители, Пелагеей, Алсу. В новогоднем фильме «Старые песни о главном 3» песню исполнила Кристина Орбакайте с участием Владимира Преснякова. В 2003 году свою версию песни записала Зара, в 2009 году на концертах памяти Анны Герман в Московском государственном театре эстрады (19-20 февраля 2009 года) свою версию публике представили Игорь Наджиев и певица Галина Невара, в 2010 году — Юлия Михальчик. Песня входит в репертуар Нани Брегвадзе.
В 2025 году в проекте «Голос Победы» её исполнили Александр Панайотов и Александра Воробьёва.

## Издание
«Эхо любви» была издана на миниальбоме «Евгений Птичкин — Песни из кинофильмов „Любовь земная“ и „Судьба“», (1978, флекси-диск). В живом исполнении песня вошла в концертный альбом Анны Герман «Эхо любви», изданный посмертно в 1986 году.